# 소나티나 바장조 (베토벤)
《소나티나 바장조》는 루트비히 판 베토벤에 의해 쓰인 피아노 독주를 위한 작품으로, 피아노를 위한 두 개의 소나티나 중 두 번째의 것이다(킨스키-함의 카탈로그에서 Anh. 5-2로 등재되어 있다). 이 작품은 베토벤이 사망한 후 독일 함부르크에서 출판되었으나, 베토벤에게서 볼 수 없었던 스타일을 사용하기 때문에 그 진위는 의심받고 있다.

## 구조
작품은 전 두 개의 악장으로 구성되어 있다.
1. 알레그로 아사이
2. 론도. 알레그로

첫 번째 악장과 두 번째 악장 모두 2/4 박자이다. 대부분, 첫 번째 악장은 16분 음표, 두 번째 악장은 8분 음표이다.